# Robert Loggia
Robert Loggia, geboren als Salvatore Loggia (Staten Island, 3 januari 1930 — Brentwood (Los Angeles), 4 december 2015), was een Amerikaanse acteur en regisseur.

## Levensloop
Loggia werd geboren als zoon van Benjamin Loggia en Elena Blandino, die beiden werden geboren op Sicilië. Loggia werd opgeleid bij Wagner College en studeerde journalistiek aan de Universiteit van Missouri. Na zijn dienst in het Amerikaanse leger begon Loggia een lange carrière als televisie- en filmacteur. Hij speelde in talloze films, zoals An Officer and a Gentleman, Psycho II, Scarface, Prizzi's Honor, Over the Top, Independence Day en Big (waarvoor hij een Saturn Award won voor beste mannelijke bijrol).
Loggia was getrouwd met Marjorie Sloan van 1954 tot ze scheidden in 1981. Hij trouwde in 1982 met Audrey O'Brien. Loggia had twee kinderen en een stiefkind.
Hij overleed op 85-jarige leeftijd in zijn huis in Brentwood (Los Angeles) en werd begraven aan de Westwood Village Memorial Park Cemetery.